# Felice e Costanza
Felice (Nuceria Alfaterna, I secolo – Nuceria Alfaterna, 12 ottobre 68) è stato un martire, venerato come santo dalla Chiesa cattolica.
Costanza (Nuceria Alfaterna, I secolo – Nuceria Alfaterna, 12 ottobre 68) è stata una martire, venerata come santa dalla Chiesa cattolica.
Felice e Costanza sono stati due fratelli romani, martirizzati sotto Nerone.

## Agiografia
L'origine dei due martiri fu molto dibattuta in quanto Nuceria Camellaria, oggi Nocera Umbra ne ha conteso i natali a lungo con l'omonima città della Campania.
La questione è stata definitivamente chiusa solo il 5 settembre 1639 con un decreto della Sacra Congregazione dei Riti.
I due santi, Felice presbitero e Costanza matrona, erano fratello e sorella. 
La circostanza è ricordata nel Martirologio di san Girolamo: vi si legge che sotto Nerone furono martirizzati un Felice da Nola, un altro Felice, da Nuceria, e una Costanza (o un Costanzio) ancora da Nuceria. Il testo riporta anche la data dell'avvenimento: il 12 ottobre del 68. Nello stesso testo è riportata la notizia di un Prisco martirizzato nello stesso anno (il 16 settembre). Per il Martirologio Romano la data del martirio è il 19 settembre del 60 circa.
La tradizione orale ha conservato anche il luogo dove sarebbe avvenuto tale sacrificio: al di sotto dell'attuale chiesa della Purità, nell'attuale città di Pagani, in epoca romana aperta campagna del territorio nucerino.

## Culto

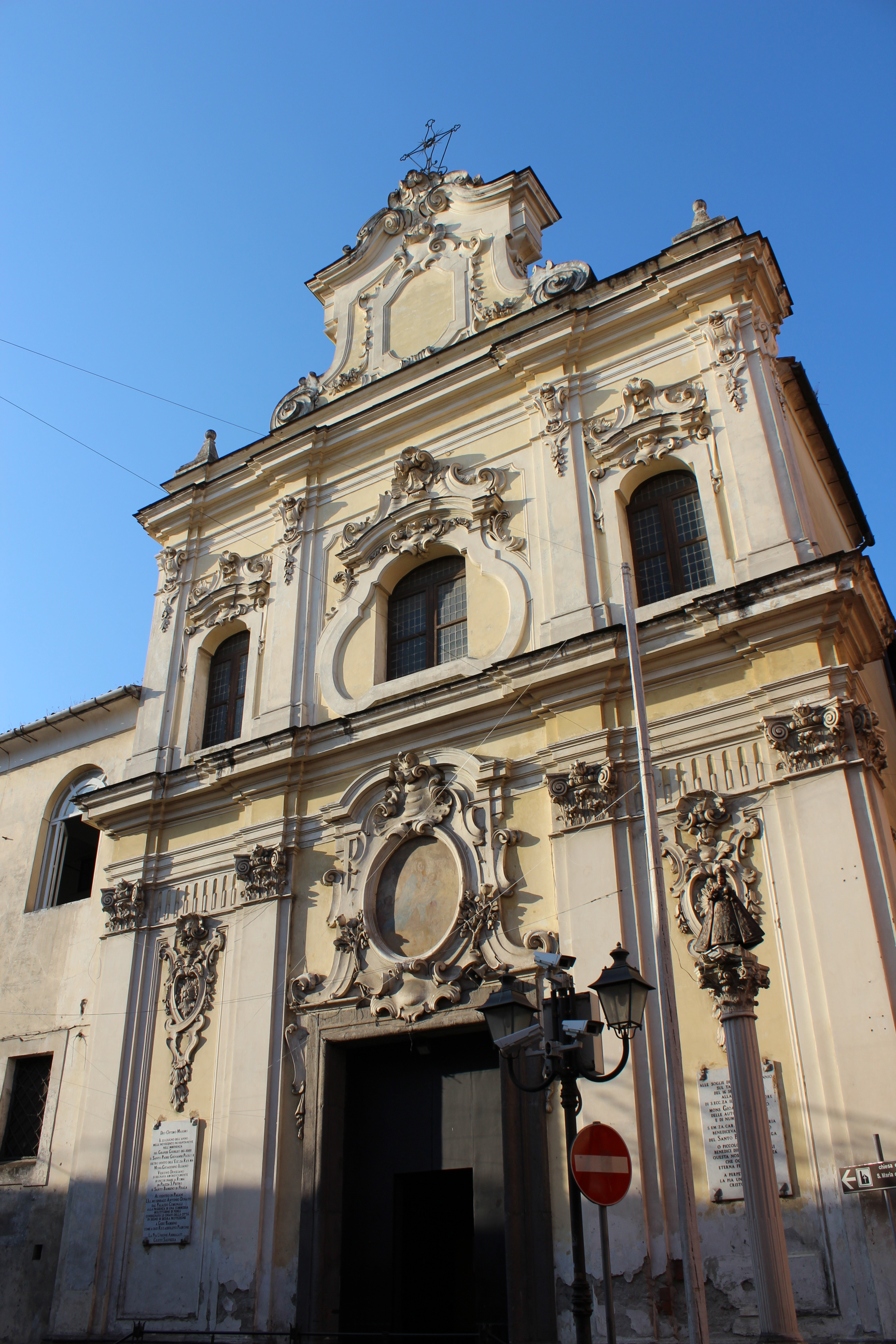
La chiesa di santa Maria della Purità ha una doppia scala di piperno. La facciata barocca è riccamente ornata di stucchi e da un medaglione centrale affrescato. L´interno ad una sola navata, presenta quattro cappelle con altari in marmi policromi e pregevoli tele di scuola napoletana.

Il loro martirio avvenne fuori le mura dell'antica città, lungo la via che collegava Nuceria con Stabia, all'altezza dell'attuale chiesa si santa Maria della Purità sita nell'attuale centro di Pagani. La chiesa di santa Maria della Purità venne edificate nel 1681 sopra un'antichissima cappella chiamata santa Maria ad Martyres che diede inizio al culto dei santi Felice e Costanza.
È noto un altare, nella scomparsa chiesa di Santa Maria di Montevergine di Barbazzano (Pagani), sotto il quale un'epigrafe citava la conservazione delle reliquie dei santi martiri (corpi e ampolla con il loro sangue).
Le reliquie furono traslate prima nella Certosa di San Martino a Napoli, poi nel 1885 nella chiesa metropolitana della stessa città. Benedetto XV le donò, infine, alla chiesa madre di Pagani del Corpo di Cristo, dove sono tuttora custodite.
Nel 1639, certificata l'origine dei santi, fu fissata anche la data di memoria sul calendario. Inizialmente fu scelto il 19 settembre. Successivamente, quando le reliquie erano a Napoli, la commemorazione liturgica fu spostata di tre giorni, al 22 settembre, a causa della sovrapposizione con quella di San Gennaro.
Statue raffiguranti i due martiri sono presenti nel colonnato di san Pietro. La statua raffigurante san Felice di Nocera fu commissionata allo scultore Lorenzo Lironi e realizzata nel 1703; la statua raffigurante santa Costanza è stata commissionata nel 1702 e consegnata nel 1703 dall'artista Sillano Sillani.

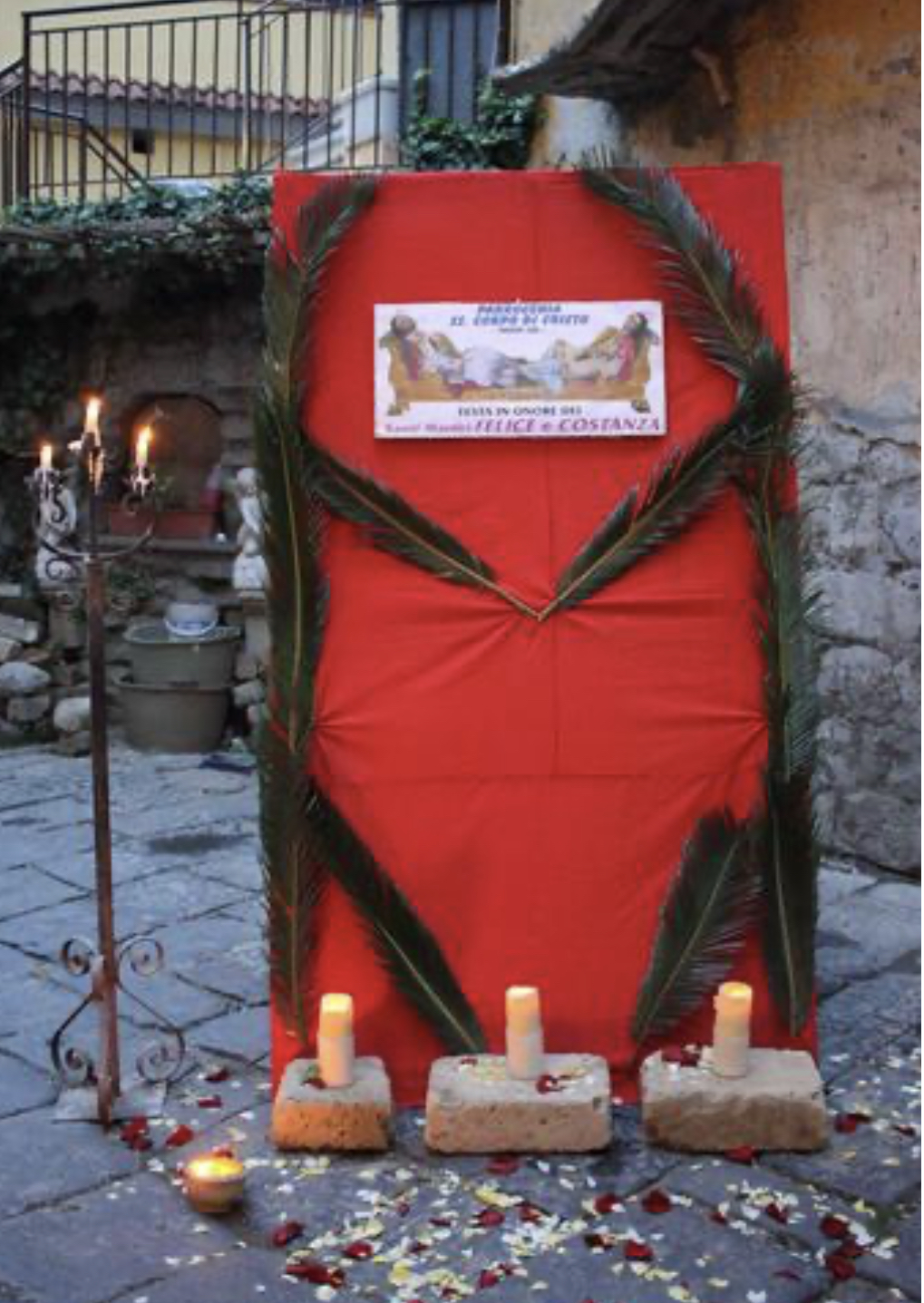
Tosello in via Marrazzo a Pagani

Ogni 22 settembre le strade della città di Pagani sono interessate da una solenne processione delle statue di Felice e Costanza: i due custodi di Pagani.